# Richard Thompson (musicista)
Richard John Thompson (Londra, 3 aprile 1949) è un chitarrista e cantautore inglese.
Come chitarrista si notano le diverse influenze del suo stile (che spaziano da Buddy Holly e James Burton fino a Les Paul e Django Reinhardt) e la sua predilezione per l'improvvisazione, che preferisce rispetto agli assolo già scritti.

## Biografia
La sua prima registrazione avvenne nel 1967 come componente dei Fairport Convention.
La sua consistente discografia (nella quale si trovano album realizzati anche con l'ex moglie Linda), il livello della scrittura, le grandi abilità tecniche, lo hanno portato a essere, da decenni, considerato un cantautore di alto livello e un eccellente chitarrista, sia dal vivo che in studio.
Attualmente continua il suo lavoro di compositore, registrando nuovo materiale e tenendo concerti.

## Discografia

### Con i Fairport Convention
- 1968 - Fairport Convention
- 1969 - What We Did on Our Holidays
- 1969 - Unhalfbricking
- 1969 - Liege & Lief
- 1970 - Full House
- 1970 - Live at the LA Troubadour
- 1970 - House Full

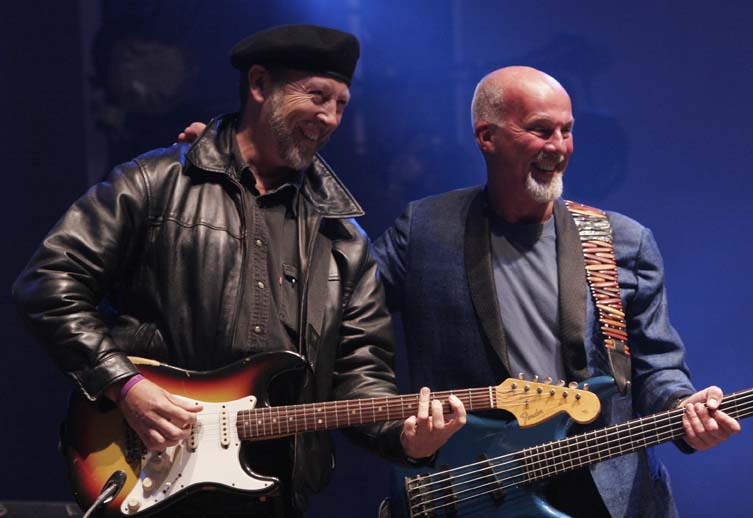
Richard Thompson accanto ad un altro membro dei Fairport, Dave Pegg.

- 1972 - The History of Fairport Convention
- 1987 - Heyday:BBC Radio Sessions (BBC 1968-69)
- 2007 - Live at the BBC

### Solo o con Linda Thompson
- 1972 - Henry the Human Fly
- 1974 - I Want to See the Bright Lights Tonight *
- 1975 - Hokey Pokey *
- 1975 - Pour Down Like Silver *
- 1976 - (guitar, vocal)
- 1976 - Live! (more or less)
- 1978 - First Light *
- 1979 - Sunnyvista *
- 1981 - Strict Tempo!
- 1982 - Shoot Out the Lights *
- 1983 - Hand Of Kindness
- 1984 - Small Town Romance
- 1985 - Across A Crowded Room
- 1986 - Daring Adventures
- 1988 - Amnesia
- 1991 - Rumor and Sigh
- 1993 - Watching the Dark (3-CD retrospettiva)
- 1994 - Mirror Blue
- 1996 - you? me? us?
- 1999 - Mock Tudor
- 2000 - The Best Of Richard & Linda Thompson: The Island Record Years *
- 2001 - Action Packed
- 2003 - The Old Kit Bag
- 2005 - Live from Austin, TX
- 2005 - Front Parlour Ballads
- 2006 - RT - The Life and Music of Richard Thompson (5-CD retrospettiva box set
- 2007 -  Sweet Warrior
- 2007 - Richard & Linda Thompson ...In Concert, November 1975
- 2010 - Dream Attic
- 2012 - Cabaret of Souls
- 2013 - Electric
- 2014 - Acoustic Classics
- 2015 - Still
- 2017 - Acoustic Classics II
- 2018 - 13 Rivers

*accreditato come Richard and Linda Thompson

### Richard Thompson & Danny Thompson
- 1997 - Industry

### The GPs
- 1991 - Saturday Rolling Around

### French Frith Kaiser Thompson
- 1987 - Live, Love, Larf & Loaf
- 1990 - Invisible Means

### Philip Pickett and Richard Thompson
- 1998 - The Bones of all Men

### The Bunch
- 1972 - Rock On

### Colonne sonore
- 1987 - The Marksman (musica tratta dalla serie TV della BBC)
- 1989 - Hard Cash
- 1991 - Sweet Talker
- 2005 - Grizzly Man (musica tratta dal documentario di Werner Herzog)
- 2019 - The Cold Blue
- Serie TV " Sons of Anarchy". La canzone é "Dad's gonna kill me". La scena è di una sparatoria durante un funerale di uno dei bikers del telefilm

### Raccolte
- 2006 - Rogues Gallery: Pirate Ballads, Sea Songs, and Chanteys

### Edizioni limitate
(i seguenti dischi si possono acquistare solo attraverso il sito ufficiale oppure ai concerti)
- 1985 - Doom And Gloom From The Tomb, volume 1
- 1991 - Doom & Gloom II (Over My Dead Body)
- 1995 - Live at Crawley (con Danny Thompson)
- 1996 - Two Letter Words: Live 1994
- 1998 - Celtschmerz: Live in the UK '98
- 2002 - Semi-Detached Mock Tudor
- 2003 - More Guitar
- 2003 - 1000 Years of Popular Music
- 2003 - Ducknapped!
- 2004 - Faithless
- 2004 - The Chrono Show

### DVD e video
- 1985 - Across A Crowded Room (video)
- 2004 - Live in Providence (DVD)
- 2005 - Live From Austin, TX (DVD)
- 2006 - 1,000 Years of Popular Music (DVD+2CD)